# 인비저블 위트니스
《인비저블 위트니스》(영어: The Invisible Witness)는 2018년 개한 이탈리아의 스릴러 영화이다.

## 출연진

### 주연
- 리카르도 스카마르초 - 아드리아노 역
- 미리암 레오네 - 로라 역
- 파브리지오 벤티보글리오 - 토마소 역
- 마리아 파이아토 - 버지니아 역

### 조연
- 아스카니오 발보 - 구아디아 지우라타 역